# Нов общ каталог
Новият общ каталог (на английски: New General Catalogue) e сред най-пълните и добре познати каталози на обекти от дълбокия космос, използвани в астрономията.
В каталога са включени 7840 обекта (галактики, мъглявини, звездни купове и други обекти).
Каталогът е съставен в края на 1880-те години от Джон Дрейер, който използва най-вече наблюденията на Уилям Хершел, и после го е разширил с 2 индексни каталога – IC I и IC II. Обектите от Южното небесно полукълбо са каталогизирани по-късно от Джон Хершел.
През XX век неточностите в каталога са поправени благодарение на дейността по проекта The NGC/IC Project.